# Kalvagylet (Kyrkhults socken, Blekinge, 624895-141675)
Kalvagylet är en sjö i Olofströms kommun i Blekinge och ingår i Skräbeåns huvudavrinningsområde.